# No Somos Ángeles (programa de televisión)
No Somos Ángeles fue un programa de farándula y espectáculo paraguayo adaptado al original programa boliviano con el mismo título transmitido por Red Uno con la dirección general de Hans Cáceres Bravo. El programa fue emitido desde el 20 de febrero de 2012 de lunes a viernes al principio a las 20:00, luego es trasladado a las 21:00, luego a las 23:00 y por último a las 21:00 por La Tele, conducido por Álvaro Mora con la compañía de las panelistas Letizia Medina y Carmiña Masi. El programa ha finalizado el 30 de diciembre de 2015 con un formato renovado.

## Estructura
El programa trata sobre escándalos producidos por famosos o modelos en la televisión o teatro, donde los panelistas además del conductor opinan sobre el caso, ciertas veces los protagonistas o cercanos son invitados al programa para dar su versión, explicar o corregir.
No Somos Ángeles con polémicas desde su estreno y diferenciándose de los programas de su estilo por su contenido, la forma en que los conductores exponen el contenido haciendo incluso de un personaje despeinado un gran escándalo y con una gran producción detrás.

## Equipo

### Conducción
- Álvaro Mora (2012-2015)

### Panelistas
- Letizia Medina (2012-2015)
- Carmiña Masi (2012-2015)

Retiros
- María Laura Olitte (2014-2015)
- Fabiola Martínez (2013-2014)
- Paloma Ferreira (2013-2014)

### Cronistas
- Arturo Villasanti (2012-2014)
- César Trinidad (2012-2015)
- María Laura Olitte (2015)[15]